# Doberský potok
Doberský potok je pravostranný přítok řeky Sázavy v okrese Havlíčkův Brod v Kraji Vysočina. Délka toku činí 6,4 km. Plocha povodí měří 11,0 km².

## Průběh toku
Potok pramení severozápadně od Modlíkova v nadmořské výšce okolo 555 m. V pramenné oblasti napájí rybník Tašeň a  o něco níže po proudu Nový rybník. Na horním toku směřuje převážně na jih mezi poli a přijímá především levostranné přítoky. Zalesněné je pouze nejbližší jeho okolí. Na středním toku se stáčí více na jihozápad a okolní krajina je více zalesněná. Zhruba na druhém říčním kilometru protéká Dobrou, kde podtéká silnici I/19. Pod osadou se potok stáčí více na západ, napájí bezejmenný rybník, pod nímž protéká pod železniční tratí Brno – Havlíčkův Brod. Do Sázavy se Doberský potok vlévá na 181,7 říčním kilometru, u Hesova, v nadmořské výšce okolo 445 m.